# Fissistigma latifolium
Fissistigma latifolium là loài thực vật có hoa thuộc họ Na. Loài này được (Dunal) Merr. mô tả khoa học đầu tiên năm 1919.